# La grande onda (album)
La grande onda è il terzo album di studio del rapper italiano Piotta, pubblicato nell'estate del 2002.

## Tracce
1. Diario di bordo – 4:00
2. PS2 – 3:02
3. Sempre là – 3:26
4. La grande onda – 3:12
5. Single – 3:25
6. Freak Mama – 3:31
7. Un'estate ed è finito – 4:10
8. Ragga – 2:52
9. Bossaroma – 3:04
10. Casablanca Beat – 3:12
11. Eurocontanti (Extended Version) – 10:00

## Formazione
- Piotta - voce
- Marco Terracciano  - chitarra
- Devor De Pascalis - chitarra, basso
- Francesco Bennardis - pianoforte
- Stefano Vicarelli - tastiera
- Massimo Bottini - basso
- Luigi Pietropaoli - tromba
- Flavia Martinelli - cori

## Singoli
- Eurocontanti (18 novembre 2001)
- Sempre là (17 febbraio 2002)
- La grande onda (8 maggio 2002)